# 眞野裕子
眞野 裕子（まの ゆうこ、1976年9月10日 - ）は、日本の女優。愛知県名古屋市出身。過去の所属事務所はセントラルジャパン→プロダクション尾木→オフィス稲垣→セントラルジャパン。
2000年には、サッポロビールのキャンペーンガールを務めた。

## 略歴
高校時代から名古屋を中心にモデルとして活動。

## 出演

### 映画
- g@me.（2003年）
- レイクサイド マーダーケース（2005年） - 高階英里子 役
- エリ・エリ・レマ・サバクタニ（2006年）
- 20世紀少年 -最終章- ぼくらの旗（2009年）
- 悪の教典（2012年） - 蓮実 佳子 役

### テレビドラマ
- 明日があるさ（2001年4月 - 6月、日本テレビ）
- 非婚家族 第7話（2001年8月16日、フジテレビ）
- 初体験（2002年1月 - 3月、フジテレビ）
- First Love （2002年4月 - 6月、TBS）
- 逮捕しちゃうぞ（2002年10月 - 12月、テレビ朝日）
- 僕の生きる道（2003年1月 - 3月、関西テレビ）
- 菊次郎とさき（2003年7月 - 9月、2005年10月 - 12月、テレビ朝日） - 鈴女 役
- ライオン先生（2003年10月 - 12月、読売テレビ）
- 土曜ワイド劇場『松本清張の証言』（2004年3月27日、テレビ朝日）
- 菊亭八百善の人びと（2004年3月、NHK）
- 愛の劇場 ほーむめーかー（2004年5月、TBS）
- ナースマンがゆく 第3話（2004年11月6日、日本テレビ）
- 契約結婚（2005年7月 - 8月、東海テレビ）
- 熟年離婚（2005年10月 - 12月、テレビ朝日）
- DRAMA COMPLEX 警視庁特殊部隊512（2005年11月29日、日本テレビ）
- ウーマンズ・アイランド〜彼女たちの選択〜（2006年2月24日、日本テレビ）
- 西遊記 第10話（2006年3月13日、フジテレビ）
- アテンションプリーズ（2006年4月 - 6月、フジテレビ）　村山瑞穂役
- 中居正広の金スマSP〜森光子・女優一代記〜（2006年7月7日、TBS）再現ドラマ
- サプリ 第11話（2006年9月11日、フジテレビ）
- 功名が辻（2006年8月 - 12月、NHK)
- ドスペ2 心理学ドラマ 1/4（2006年10月14日、テレビ朝日）
- だめんず・うぉ〜か〜（2006年10月 - 12月、テレビ朝日）
- 笑える恋はしたくない（2006年12月、TBS）
- 大奥スペシャル〜もうひとつの物語〜（2006年12月29日、フジテレビ）
- 土曜プレミアム『アテンションプリーズスペシャル〜ハワイ・ホノルル編』（2007年1月13日、フジテレビ）村山瑞穂役
- エラいところに嫁いでしまった!（2007年、テレビ朝日）
- 土曜プレミアム『島根の弁護士』（2007年7月14日、フジテレビ） - 礼子　役
- 水曜ミステリー9『警視庁黒豆コンビ4 虚飾の塔・覗かれたセレブ妻の秘密』（2007年10月10日、テレビ東京） - 相沢みつ子 役
- ジョシデカ!-女子刑事-（2007年10月 - 12月、TBS） - 溝之口睦美 役
- だいすき!!（2008年1月、TBS）博美（ひまわりが通う保育園の園児のママ）　役
- アテンションプリーズスペシャル〜オーストラリア・シドニー編（2008年4月3日、フジテレビ）村山瑞穂役
- 白と黒（2008年6月 - 9月、東海テレビ）
- リアル・クローズ（2008年9月16日、関西テレビ） - 林陽子　役
- ママさんバレーでつかまえて（2008年10月5日、NHK） - 社長を押す謎の女　役
- 漂流ネットカフェ（2009年4月10日、MBS） - 今井サチコ 役
- 金曜プレステージ『ホストの女房』（2009年9月4日、フジテレビ）
- 白旗の少女（2009年9月30日、テレビ東京）
- リアル・クローズ（2009年10月 - 12月、関西テレビ） - 林陽子　役
- ママさんバレーでつかまえて（2009年10月18日、NHK）　- 岡村役（2008年10月5日分と同一人物）
- ヤマトナデシコ七変化 第6話（2010年2月19日、TBS） - 千夏 役
- 同窓会〜ラブ・アゲイン症候群（2010年4月 - 6月、テレビ朝日） - 高村亜紀 役
- ドラマW「横山秀夫サスペンス　深追い」（2011年3月20日、WOWOW） - 押髪さと美 役
- 土曜ワイド劇場『愛と死の境界線』（2011年3月26日、テレビ朝日） - 五十嵐留美 役

### その他テレビ
- オレ達のWell歌夢（2001年4月 - 2002年1月、テレビ東京）
- 朝だ!生です旅サラダ（2009年3月7日、朝日放送）

### 舞台
- ハンブン東京 （2007年11月16日 - 18日）

### CM
- カネボウ「メイクアップCM」（1999年6月 - 9月）
- サッポロビール「2000年サッポロ生ビール」キャンペーンガール（1999年9月 - 2000年9月）
- 本草製薬「サフロン」（2004年3月 - 終了）
- 片岡物産「モンカフェ」（2004年11月 - 終了）
- トヨタ自動車「MARKX Zio」
- ジャパンゲートウェイ「gift」（2012年）
- ユニバーサル・スタジオ・ジャパン「ユニバーサル・ワンダーランドのクリスマス編」（2013年12月）※ナレーションも担当

## 書籍

### 写真集
- 裕子（2005年1月26日、ワニブックス、撮影：西田幸樹）ISBN 4847028430